# أوفينتيف (شركة)
أوفينتيف (بالإنجليزية: Ovintiv Inc.) هي شركة بترول أمريكية مقرها في دنفر، كولورادو. تأسست الشركة في عام 2020 من خلال إعادة هيكلة لشركتها الكندية السابقة إنكانا.

## التاريخ
تعود جذور الشركة إلى شركة إنكانا الكندية، التي كانت واحدة من أكبر شركات الطاقة في أمريكا الشمالية. في عام 2020، قررت الشركة نقل مقرها من كالجاري في كندا إلى دنفر بالولايات المتحدة، وتغيير اسمها إلى "أوفينتيف" كجزء من إعادة هيكلة شاملة.

### الجدول الزمني لأبرز محطات الشركة
| السنة         | الحدث                                                   | ملاحظات                                              |
| ------------- | ------------------------------------------------------- | ---------------------------------------------------- |
| قبل 2020      | عمل الشركة تحت اسم إنكانا                               | مقرها في كندا                                        |
| 2020          | إعادة الهيكلة وتغيير الاسم إلى أوفينتيف                 | نقل المقر إلى دنفر، كولورادو                         |
| 2020–حتى الآن | التوسع في مشاريع النفط والغاز في الولايات المتحدة وكندا | التركيز على الإنتاج البري في مناطق مثل بيرميان وباكن |

## العمليات
تركز أوفينتيف على عمليات التنقيب والإنتاج في حقول النفط والغاز البرية، بما في ذلك مناطق حوض بيرميان وحوض أناداركو في الولايات المتحدة، إضافة إلى مشاريع في كندا.

## الأداء المالي والصفقات
منذ تأسيسها، سجلت أوفينتيف أداءً ماليًا متقلبًا تأثر بأسعار النفط العالمية، حيث استفادت من ارتفاع الأسعار في بعض الفترات لتعزيز استثماراتها في مناطق الإنتاج الرئيسية. في عام 2021، أعلنت الشركة عن صفقات استحواذ استراتيجية لتعزيز محفظتها في حوض بيرميان، شملت شراء أصول إنتاجية من شركات منافسة بقيمة تتجاوز 1.2 مليار دولار أمريكي. كما قامت ببيع بعض أصولها في كندا لتقليل الديون وزيادة تركيزها على العمليات في الولايات المتحدة.

## روابط خارجية
- الموقع الرسمي